# Gordon Edwards
Gordon Edwards sinh năm 1940 ở Canada. Ông tốt nghiệp Đại học Toronto năm 1961 cùng đoạt một huy chương vàng môn Toán học và Vật lý học và học bổng Woodrow Wilson.  Năm 1972, ông đậu bằng tiến sĩ toán ở Queen's University.

## Sự nghiệp
Từ năm 1970 tới 1974, ông làm biên tập viên tạp chí "Survival". Năm 1975 ông đồng sáng lập tổ chức Canadian Coalition for Nuclear Responsibility (Liên minh trách nhiệm hạt nhân của Canada), và làm chủ tịch tổ chức này từ năm 1978. Edwards thường làm cố vấn về các vấn đế hạt nhân và được các tòa án ở Canada và khắp thế giới coi là một chuyên gia hạt nhân.
Dr. Edwards đã viết nhiều bài báo và báo cáo về tiêu chuẩn bức xạ, chất thải phóng xạ, khai thác uranium, sự phát triển hạt nhân, kinh tế của điện hạt nhân, các chiến lược năng lượng phi hạt nhân. Ông đã xuất hiện trên các chương trình phát thanh và truyền hình, trong đó có chương trình The Nature of Things của David Suzuki, The Great Debate của Pierre Berton cùng nhiều chương trình khác. Ông cũng đã làm cố vấn cho nhiều cơ quan chính phủ như "Auditor General of Canada",  "Select Committee on Ontario Hydro Affairs" và "Ontario Royal Commission on Electric Power Planning". Hiện nay ông dạy toán học tại Vanier College ở Montreal.

## Giải thưởng
- Năm 2006, Edwards được trao Giải Tương lai phi hạt nhân.[1]